# Een cowboy tussen het katoen
Een cowboy tussen het katoen (Frans: Un cow-boy dans le coton) is het negende stripalbum in de reeks De avonturen van Lucky Luke naar Morris. Het verhaal verscheen in 2020. Het werd getekend door Achdé op scenario van Julien Berjeaut (Jul).
Scenarist Jul werkte vier jaar aan het verhaal. Naar eigen zeggen is het voor hem het belangrijkste werk dat hij ooit heeft geschreven.

## Achtergrond
Een cowboy tussen het katoen speelt zich af in de nasleep van de Amerikaanse Burgeroorlog in de Amerikaanse staat Louisiana, een van de verliezende Geconfedereerde Staten. De slavernij is er na de oorlog definitief afgeschaft, maar in de praktijk is er weinig veranderd. De blanke elite heeft nog steeds de touwtjes in handen, voelt zich superieur en verenigt zich in de Ku Klux Klan. De voormalige slaven worden nog immer onderdrukt en uitgebuit op de katoenplantages, moeten lijfstraffen ondergaan, dreigen gelyncht te worden en vrezen en wantrouwen de blanken. Het is het eerste verhaal van Lucky Luke dat dit thema aansnijdt. In eerdere verhalen uit de reeks waren Afro-Amerikanen achtergrondfiguren.
Ook de arme blanke groep van de Cajuns zijn een historisch gegeven. Hun Frans-Canadese oorsprong, de aparte levensstijl en taal worden hier aangehaald.

### Verwijzingen naar historische en culturele personen
In het verhaal loopt Lucky Luke marshal Bass Reeves tegen het lijf. Reeves is geen fictieve persoon, maar een historische figuur, een van de eerste Afro-Amerikanen die het tot marshal schopte ten westen van de Mississippi. Op het einde van het verhaal refereert zijn droom aan het legendarische I have a dream van Martin Luther King.
De kritische zwarte Angela verwijst naar burgerrechtenactiviste Angela Davis. Twee zwarte kinderen met de namen Barack en Oprah, die er respectievelijk aan denken president en journaliste te worden, verwijzen naar Barack Obama en Oprah Winfrey. Twee andere kinderen zijn personages uit verhalen van Mark Twain, die zich eveneens in de zuidelijke staten afspelen: Tom Sawyer en Huckleberry Finn, onder meer bekend van De Lotgevallen van Tom Sawyer en De lotgevallen van Huckleberry Finn.
De familienaam van de Cajunfamilie waar de Daltons bij terechtkomen, is Berjeaut, net als de achternaam van de scenarist van het verhaal.
De blanke, racistische personages op de plantage van Quincy Quarterhouse lijken geïnspireerd op de films Gone with the Wind en Louisiana. Jul bevestigde inderdaad het een en ander afgekeken te hebben van Gone with the Wind.

### Plantagehuizen
De plantagehuizen die in het verhaal getoond worden bestaan echt. De door Luke geërfde Pinkwater Plantation is in werkelijkheid de Madewood Plantation en de Sycamore Plantation is het San Francisco Plantation House, beide in Louisiana.

## Verhaal
Lucky Luke geniet van een vakantie in Kansas. In een saloon ontmoet hij zijn oude vriend Bass Reeves, een Afro-Amerikaanse marshal. Reeves is op doorreis met de Daltons, die hij terugbrengt naar de gevangenis. Terwijl ze bijpraten, komt een notaris Luke opzoeken. Luke blijkt van een rijke fan een katoenplantage in Louisiana te hebben geërfd. Joe Dalton kan zijn oren niet geloven. Luke wil de erfenis afslaan, maar die keuze zou betekenen dat alle werknemers op de plantage hun werk verliezen, wat Luke niet wil. Hij besluit de erfenis aan te nemen, om de plantage daarna aan het personeel te schenken. Reeves waarschuwt hem voor het zuiden van het land, waar de net afgeschafte slavernij nog diepe sporen nalaat. En waar het nog veel wilder is dan in het Wilde Westen.
Lucky Luke wordt met veel ontzag en argwaan ontvangen door de zwarte arbeiders op de plantage, maar maakt snel duidelijk dat hij de beste bedoelingen heeft. De notabele blanken uit de buurt, met op kop Lukes buur en plantagehouder Quincy Quarterhouse, ontvangen hem met open armen, maar Luke maakt meteen duidelijk dat hij niets heeft met hun minachting tegenover de zwarten. Hij is van plan de plantage van de hand te doen en het land eerlijk te verdelen onder de arbeiders. Als de blanken van zijn plannen horen, besluiten ze hun kappen van de Ku Klux Klan op te zetten en Luke ritueel uit de weg te ruimen, samen met een zwarte onderwijzeres. De ceremonie wordt echter verstoord door de intussen weer ontsnapte Daltons (die de Klan aanzien voor een indianenstam en niet willen dat iemand anders dan zijzelf Lucky Luke vermoord). De Klan is echter numeriek sterk in de meerderheid, maar vermoedt niet dat achter hen een nog grote groep hen opwacht: de zwarte arbeiders van Lukes plantage, aangestuurd door marshal Reeves, die de Daltons achterna was gereisd om ze weer te arresteren. Het komt tot een gevecht, dat abrupt wordt onderbroken door een orkaan.
Als de orkaan gaat liggen, is de schade immens. Lukes plantage is helemaal vernield, maar de nieuwe eigenaren, de zwarten, zijn optimistisch om opnieuw te beginnen. De buurplantage van Quarterhouse gaat verloren en van hemzelf wordt niets meer vernomen, maar er wordt sterk gesuggereerd dat hij en enkele andere prominente Klan-leden door de alligators zijn opgegeten.
Luke keert huiswaarts, samen met Reeves, die droomt over gelijkheid tussen blank en zwart, en achtervolgd door twee zwarte gelukszoekers met knapzak.